# Пем Маршалл
Пем Маршалл (англ. Pamela Marshall; нар. 16 серпня 1960) — американська спринтерка.

## Спортивні досягнення
Учасниця олімпійських змагань з бігу на 200 метрів (1988) — не змогла фінішувати у попередньому забігу.
Чемпіонка світу з естафетного бігу 4×100 метрів (1987).
Фіналістка чемпіонату світу (1987) з бігу на 200 метрів (4-е місце) та 100 метрів (8-е місце).
Була 5-ю на Кубку світу (1985) у бігу на 100 метрів та в естафетному бігу 4×100 метрів.
Чемпіонка США з бігу на 100 метрів (1986) та 200 метрів (1986, 1987).